# Culture de Bahreïn
 (janvier 2015).

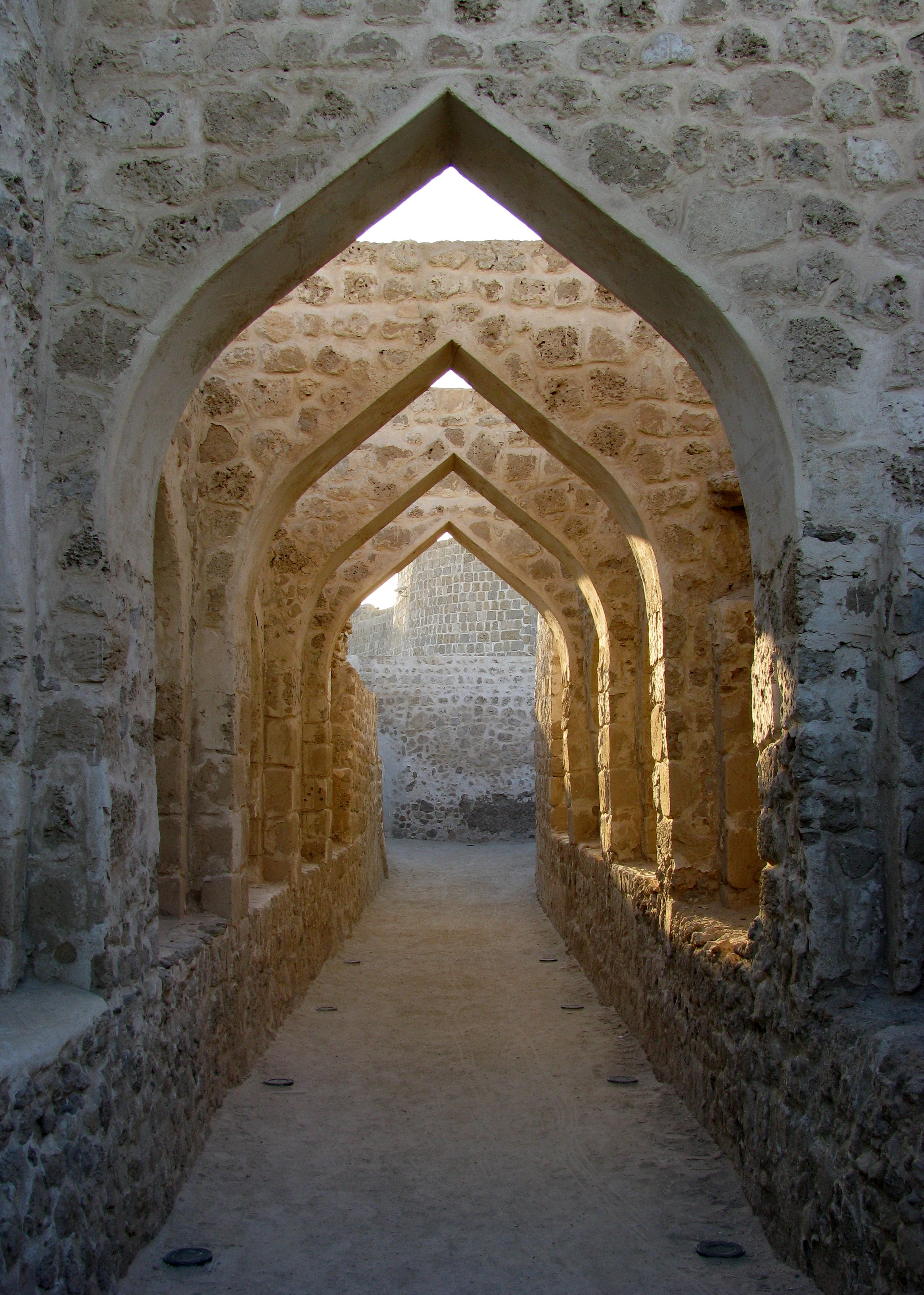
Vue intérieure du fort de Qal'at al-Bahreïn

Cet article présente sommairement divers aspects de la culture de Bahreïn.
Un peu plus de la moitié de la population est arabe, majoritairement d’origine bahreïnienne, minoritairement omanaise et saoudienne. Les étrangers, un peu moins de la moitié de la population du pays, proviennent d’Inde, du Pakistan, des Philippines, du Royaume-Uni et des États-Unis. Près des 3/5 de la main d’œuvre est étrangère, principalement d’origine asiatique.
La population est majoritairement musulmane, sunnite ou chiite. Mais Bahreïn est le seul État arabe du golfe Persique à avoir une population juive active, et la plus forte minorité chrétienne[réf. nécessaire]. Environ 1 000 chrétiens ont la nationalité bahreïnienne (alors que le Koweït en annonce seulement 200).
L'arabe est la langue officielle de Bahreïn. L'anglais CCG est largement utilisé. Le dialecte persan du sud, « Bushehr » est parlé surtout par les Bahreïniennes d’origine ajam. La population a une assez bonne connaissance de l’anglais, de l'hindi et de l’ourdou.
Malgré le développement économique rapide, Bahreïn reste, à bien des égards, essentiellement arabe dans sa culture. Le football est le sport moderne le plus populaire. Les activités sportives traditionnelles comme la fauconnerie, l'équitation, la chasse (de la gazelle et du lièvre) sont encore pratiquées par les plus riches Bahreïniens. Les courses de chevaux et de chameaux sont des spectacles publics très appréciés.
L'artisanat traditionnel jouit d'un soutien étatique et populaire. Le Musée national de Bahreïn à Manama contient des objets locaux anciens et antiques : figurines en ivoire, poteries, objets en cuivre, et bagues en or, dont la plupart reflètent les diverses influences culturelles de Bahreïn à l'extérieur.
Il existe également une petite communauté, florissante, d’art d'avant-garde. Bahreïn est l'un des pays les plus actifs dans le domaine de l'art contemporain : trois associations nationales pour les arts plastiques, et un certain nombre de galeries.
Le Centre d'art Riwaq, fondé en 1998 par Bayan Kanoo, présente la jeune génération des artistes du pays : Waheeda Malullah, Anas Al-Cheikh... Un certain nombre d'entre eux ont participé à la Biennale de Charjah.

## Histoire
L'île de Bahreïn pourrait être la Dilmun antique, mentionnée durant toute l'histoire de la Mésopotamie ancienne, de -3000 à -500, avec les mêmes titres que les îles du Koweït, ou l’îlot de Tarut. Dilmun aurait assuré le transit de prioduits demandés par les royaumes mésopotamiens : cuivre (de Magan (Oman) ou de Melulha (Vallée de l'Indus)), bois, pierres précieuses...
Dilmun est mentionnée dans de nombreux textes mythologiques mésopotamiens :
- Enki et Ninhursag attribue la création de Dilmun au dieu sumérien Enki, qui en fait sa résidence, et un Jardin d'Abondance, présentant des similitudes avec le paradis terrestre ou Jardin d'Eden où Dieu aurait créé l'Homme,
- Le récit sumérien de la Création, Enûma Elish, (qui présente des parallèles marquées avec le récit de la Genèse),
- Le Poème du Supersage : le mythe mésopotamien de la Création des hommes (créés, sur proposition du dieu Ea / Enki, à l’image des dieux, et façonnés dans de l’argile, argile auquel la déesse-mère Ninmah insuffle la vie),
- Le passage de l’Epopée de Gilgamesh où est décrit le Déluge : on y voit le héros de l'Arche, appelé Ziusudra / Atrahasis / Uta-Napishtim (alias Noé), aller s'établir dans le Jardin de Dilmun en compagnie d’Ea, après qu’Enlil le dieu suprême lui eut accordé l’immortalité.

## Langue(s)
- Langues à Bahreïn
- Langues de Bahreïn

## Traditions

### Religion(s)
- Religion à Bahreïn
- Religion à Bahreïn (rubriques)
- Bouddhisme dans le monde, Christianisme par pays, Nombre de musulmans par pays, Nombre de Juifs par pays , Irréligion
- Islam à Oman
- Christianisme à Oman
- Judaïsme, Histoire des Juifs à Oman
- Hindouisme à Bahrein  (120 000 hindouistes en 2010, 150 000 en 2020, estimations), Hindouisme aux émirats (en)
- Liberté de religion à Oman (en)
- History of the Jews in the Arabian Peninsula (en)

- Catégorie:Religion au Moyen-Orient

### Symboles
- Armoiries de Bahreïn, Emblème de Bahreïn, Drapeau de Bahreïn
- Liste des hymnes nationaux
- Bahrainouna, hymne national de Bahreïn

## Société
Culture au Moyen-Orient 

### Tenue vestimentaire

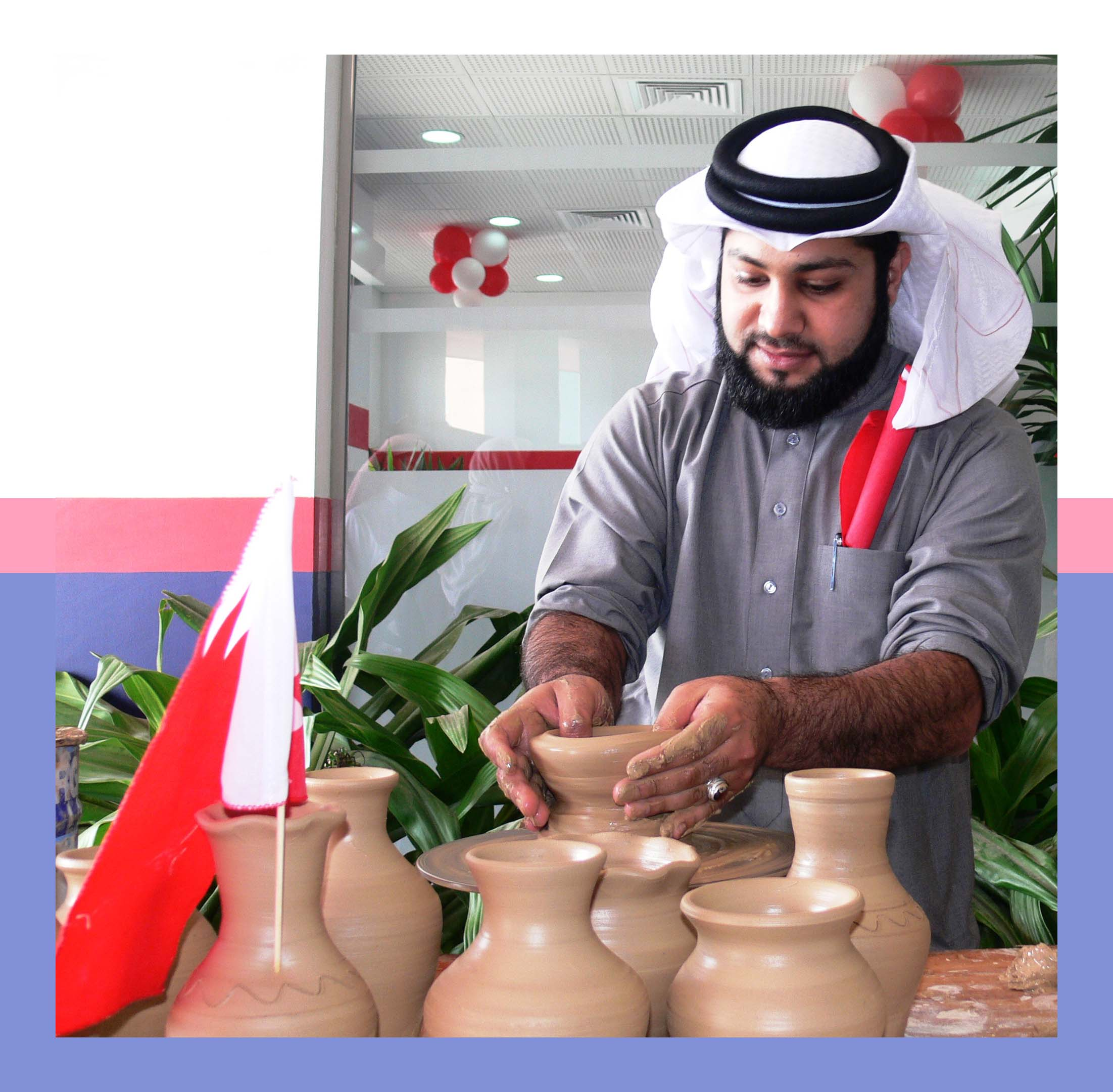
Potier en tenue traditionnelle

Les femmes bahreïniennes portent traditionnellement la « daffah » (عباية), une longue et ample robe noire. Mais il n'y a pas de code vestimentaire à Bahreïn, et les femmes, locales et étrangères, sont généralement en tenues modernes, mais « modestes ».
Les hommes portent traditionnellement le « thobe » (ثوب), et la coiffe qui comprend le keffieh, la ghutra et l’agal.
- Le « thobe », ou « dishdasha » (en langage koweitien), est un vêtement ample, à manches longues, descendant aux chevilles. En été, on le porte en coton blanc. En hiver, plutôt en laine noire.
- Le « ghutra » est un foulard carré, en coton, plié en triangle, porté sur le keffieh. Il est localement généralement à carreaux rouges et blancs, ou tout blanc, sans signification particulière.
- Le « keffieh » est une calotte blanche tricotée porté sous la ghutra.
- L’« agal » est un cordon noir, de double épaisseur, double, porté sur le sommet de la ghutra pour le maintenir en place.

Dans certains cas, on porte, au-dessus de la thobe, un « bisht », manteau de laine, doux, et le plus souvent noir, brun ou gris.

### Fêtes
- Jours fériés publics à Bahreïn (en)

## Arts de la table

### Cuisine(s)
- Cuisine arabe
- Cuisine du Moyen-Orient

Le pays produit une quantité limitée de ses besoins alimentaires, vu la population, le climat, les surfaces cultivables : dattes, bananes, agrumes, grenades, mangues, concombres, tomates... Il importe l’essentiel de sa nourriture. L’élevage concerne quelques milliers de chèvres, de bovins et de moutons. Cependant, la pêche fournit des quantités importantes de poissons et de crevettes.
Les aliments de base sont la viande (poulet, agneau), le poisson, le riz et les dattes. On mange globalement comme dans toute la zone arabe du Golfe Persique : 
- falafel, boulettes frites de pois chiches servis dans un pain,
- shawarma, l'agneau ou le poulet découpé à partir d'une broche tournante et dans du pain pita,
- samboosas,
- pâtisseries.

Parmi les plats traditionnels :
- le machboos (مجبوس), viande ou poisson, avec riz,
- le muhammar (محمر), riz sucré, avec dattes,
- le qoozi (قوزي) (Ghoozi), agneau grillé farci avec du riz, des œufs durs, des oignons et des épices.

Une autre partie importante du régime alimentaire est le poisson frais du golfe Persique, consommé avec du riz :
- Hamour (هامور) (mérou), grillé, frit ou cuit à la vapeur,
- Safi (صافي) (chimères),
- Chanad (شند) (maquereau),
- Sobaity (صبيطي) (brème),

Un siècle de domination britannique dans le Golfe Persique a également fait des fish and chips populaires de Bahreïn.
Le pain plat traditionnel est appelé Khubz (خبز), galette plate cuite dans un four spécial, souvent servie avec une sauce de poisson mahyawa.
Le dessert traditionnel le plus populaire est le Halwa Showaiter, ou Halwa Bahreïn, pâte ou gelée compacte réalisée avec de l'amidon de maïs, du safran et des noix diverses.
Le café, ou gahwa (قهوة), fait  partie de l'accueil traditionnel. Il est généralement versé d’une cafetière, dalla (دلة), dans une petite tasse à café, finjan (فنجان).
Le narguilé traditionnel, chicha ou sheesha (شيشة), est proposé dans la plupart des cafés en plein air, pour accompagner les hommes, dans le repos et la conversation, expatriés compris.

## Santé
- Santé, Santé publique,Protection sociale
- Catégorie:Santé à Bahreïn,

### Sports, arts martiaux
- Catégorie:Sport à Bahreïn
- Catégorie:Sportif bahreïnien
- Bahreïn aux Jeux olympiques
- Bahreïn aux Jeux paralympiques, Jeux paralympiques,
- Jeux du Commonwealth

## Artisanats
- Artisanat d'art

## Littérature
- Littérature de Bahreïn (en)
- Écrivains bahreïniens

## Média

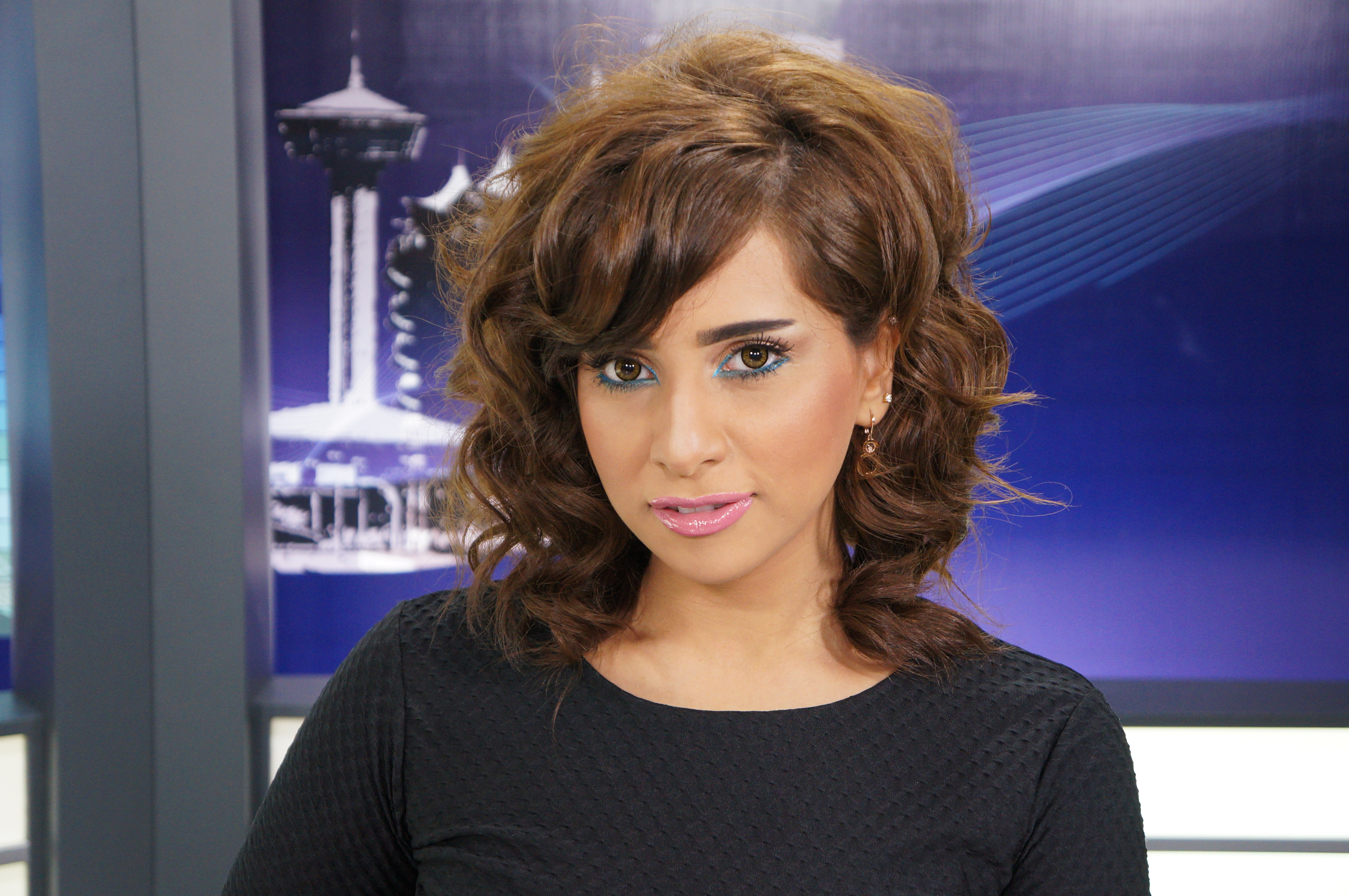
La présentatrice de télévision Mariam Bukama (2012)

- Média à Bahreïn (rubriques)

### Presse
- Presse écrite à Bahreïn (rubriques)

Plusieurs journaux hebdomadaires et quotidiens, et magazines, sont publiés en arabe :
- Akhbar Al Khaleej,
- Al Ayam,
- Al Waqt,
- Al Watan,
- Al Wasat,
- Areej...

Quelques journaux ou périodiques sont également publiés en anglais :
- Gulf Daily News,
- Bahrain Tribune,
- Bahrain Confidential,
- Gulf Inside,
- Shout Confidential...

La presse, principalement privée, n'est pas soumise à la censure, tant qu'elle s'abstient de critiquer la famille régnante.
Les stations de télévision d'État et de radio diffusent la plupart des programmes en arabe.
Il existe également des chaînes en anglais et en hindi (radio).

### Radio
- Radio à Bahreïn (rubriques)

### Télévision
- Télévision à Bahreïn (rubriques)

### Internet
- Internet à Bahreïn
- Télécommunications à Bahreïn
- Catégorie:Blogueur bahreïnien

## Arts visuels
- Art bahreïni (en)

### Dessin
- Catégorie:Dessinateur

### Peinture
- Catégorie:Peintre

### Sculpture
- Catégorie:Sculpteur

### Architecture
- Catégorie:Architecte
- Catégorie:Architecture à Bahreïn
- Catégorie:Urbanisme à Bahreïn

### Photographie
- Catégorie:Photographe
  - Anas al Shaikh (1968-)[1]

## Arts du spectacle
Les arts de performance sont essentiellement la lecture du Coran (Gargee'an (en)), les danses rituelles avec accompagnement de tambours plats, et le conte.
Les poètes de Bahreïn sont célèbres pour leurs versets poétiques, perpétuant les traditions et explorant de nouvelles thématiques. Les naissances et les mariages entraînent de grandes célébrations à grande échelle, et offrent souvent l’occasion et le plaisir de participer.
Le peuple de Bahreïn est également réputé pour ses compétences artistiques : construction de bateaux (pêche, industrie perlière), bijouterie.

### Musique(s)
- Musique à Bahreïn

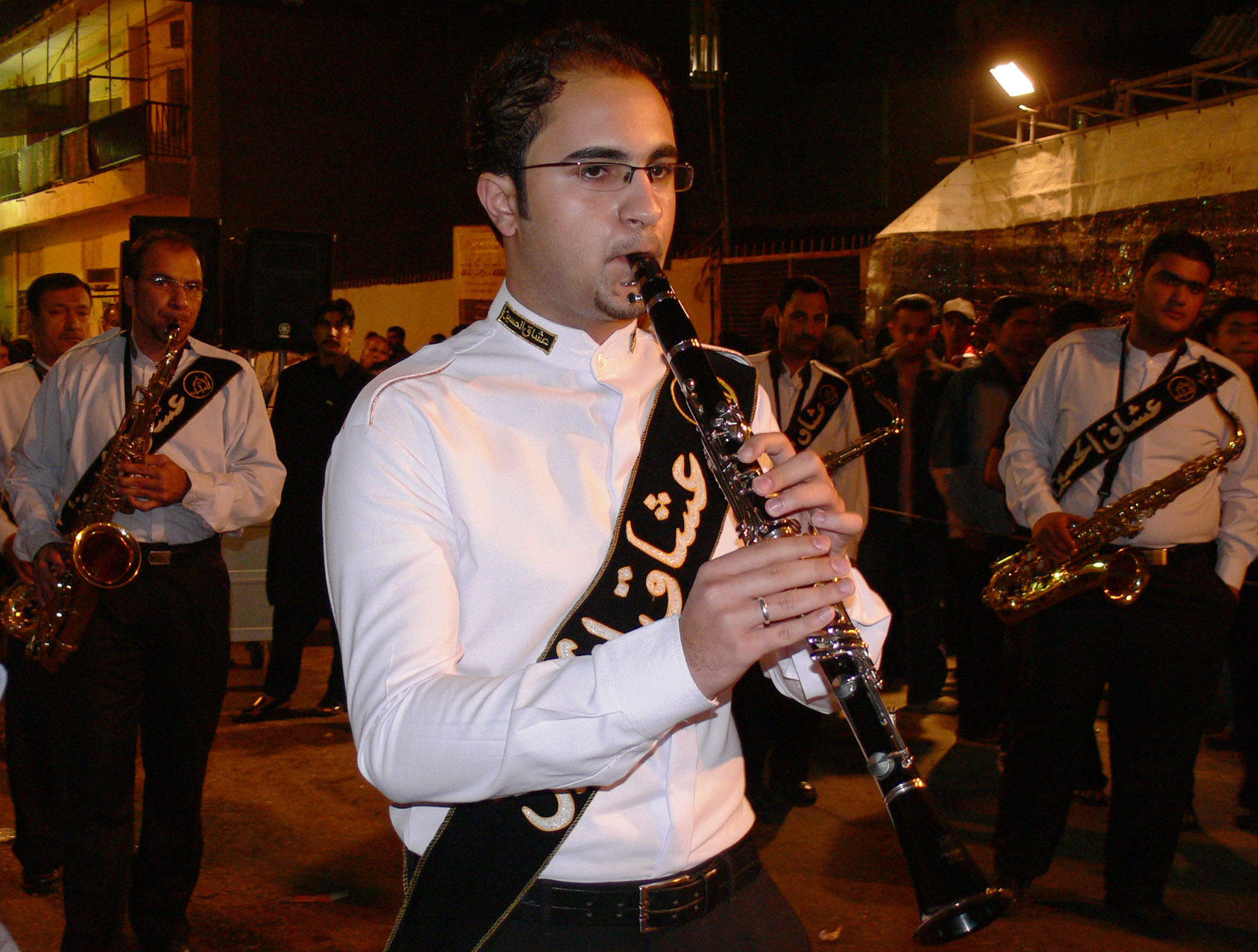
Clarinettistes lors de l'Achoura

La musique de Bahreïn fait partie des traditions, dans tout le Golfe Persique, de musique populaire Khaleeji. Le style polyrythmique est fortement influencé par la musique africaine. Bahreïn est également connu, avec le Koweït, pour la musique sawt, une sorte de blues influencée par les musiques africaine, indienne et persane. Parmi les musiciens traditionnels : Sultan Hamid, Ali Bahar, Khalid Al Shaikh...
Les pêcheurs de perles sont renommés pour leurs chansons, fidjeri : chants, danses, applaudissements, tambours et jarres d'eau en terre.
Liwa est une forme de musique et de danse exécutée surtout dans les collectivités de descendants d'Africains de l'Est, tels que Muharraq et Hidd.
La musique de Bahreïn suit le mode traditionnel arabe, élaboré et répétitif, joué sur le oud (ancêtre du luth) et le rebab (un instrument à corde unique).
Bahreïn a également une tradition de danse folklorique : l’ardha est une danse masculine à l’épée, avec percussions traditionnelles et poète chanteur.
Le rock progressif est présent avec le groupe bahreïnien Osiris, parfois mêlé à des accents folkloriques locaux.
Le heavy metal est apprécié d'une forte communauté hard rock dans le pays, avec de nombreux groupes d'écriture et d'interprétation des chansons originales. "Motör Milice", "Smouldering in Forgotten", "Lunacyst".
Les institutions de musique moderne à Bahreïn comprennent le Bahreïn Music Institute, l'Orchestre de Bahreïn et l'Institut de musique classique.

### Danse
- Danse à Bahreïn, Mizmar (danse) (en)
- Liste de danses
- Danse du Moyen-Orient (en), dont Khigga (en)
- Catégorie:Danseur bahreïnien
- Catégorie:Chorégraphe bahreïnien

### Théâtre
- Catégorie:Dramaturge bahreïnien
- Catégorie:Pièce de théâtre bahreïnienne
- Théâtre à Bahreïn (en)

### Cinéma
- Cinéma bahreïnien
- Catégorie:Réalisateur bahreïnien, Catégorie:Scénariste bahreïni	en
- Catégorie:Acteur bahreïnien, Catégorie:Actrice bahreïnienne

La consommation de DVD laisse encore diverses salles de cinéma projeter des films d'Hollywood et de Bollywood. Il existe également un festival cinématographique annuel, et un ciné-club.
La Bahreïn Film Production Company, créée en 2006, soutient l'ensemble de l'industrie du film de Bahreïn et du cinéma arabe.
Trois films ont été réalisés par Bassam Al Thawadi
- Al-Hajiz (la barrière, 1990),
- Za'er (les visiteurs, 2004),
- Un conte de Bahreïn (2006),

Divers films ont été, partiellement au moins, tournés à Bahreïn :
- Ajnabee (2001), film indien situé dans plusieurs pays, dont Bahreïn,
- Muscle afghan (2006), documentaire danois et afghan long métrage, sur un groupe de bodybuilders afghans en voyage au Moyen-Orient,
- Cinéma 500 km (2006), documentaire arabe, long-métrage, sur un jeune fan de films arabes qui se rend à Manama pour voir une salle de cinéma, étant donné qu’il n'y en a aucune en Arabie saoudite)

## Patrimoine culturel

### Musées
- Musée national de Bahreïn, à Manama
- Beit Al Quran

### Liste du Patrimoine mondial
Plusieurs éléments sont inscrits au titre du patrimoine mondial par l'UNESCO.

### Patrimoine culturel immatériel
1 pratique est inscrite au titre du patrimoine culturel immatériel de l'humanité par l'UNESCO.

### Discographie
- Le sawt de Bahreïn, ensemble Mohamed bin Fâris, Institut du monde arabe, Paris ; Harmonia mundi distribution, Arles, 2005, CD (53 min 25 s) + brochure

### Filmographie
- Les chants des pêcheurs de perles, film documentaire de Georges Luneau, CNRS Audiovisuel, Meudon, 1994, 27 min (VHS)
- Bahreïn, la civilisation des deux mers : de Dilmoun à Tylos, film documentaire d'Alain Jomier, Institut du Monde Arabe, Paris ; Paris Première : Films d'ici, 1999, 52 min (VHS)